# Wangari Muta Maathai
Pour les articles homonymes, voir Muta et Mathai.
Wangari Muta Maathai, née Wangarĩ Muta et surnommée la femme qui plantait des arbres, née le 1er avril 1940 à Ihithe (colonie du Kenya) et morte le 25 septembre 2011 à Nairobi (Kenya), est une biologiste, professeure d'anatomie en médecine vétérinaire, militante politique et écologiste.
Le 8 octobre 2004, elle reçoit le prix Nobel de la paix pour « sa contribution en faveur du développement durable, de la démocratie et de la paix » à la suite de son engagement contre la déforestation du Kenya. C’est la première femme africaine à recevoir cette distinction.

## Biographie
Wangari Maathai est élevée dans les White Highlands (en) au centre du Kenya. Ses parents, du peuple kikuyu, sont des fermiers qui luttent pour la subsistance de leur tribu. Étant l'aînée d'une famille de six enfants, elle s'occupe de la majorité des tâches ménagères. En 1948, grâce à la volonté de sa mère, Wangari Maathai entre à l'école primaire de Ihithe (Ihithe Primary School), alors que très peu de filles y accèdent.
Puis elle suit des études secondaires au lycée catholique pour filles (Loreto High School) de Limuru. En 1959 elle obtient son baccalauréat et en 1960 elle obtient une bourse du Students Airlifts Programme. Cette bourse, mise en place par Tom Mboya en collaboration avec l’African-American Students Foundation, permet à des étudiants kényans de terminer leurs études dans des universités américaines.
Elle devient ainsi, en 1964, la première femme d'Afrique de l'Est à obtenir une licence en biologie puis un doctorat au Mount Saint Scholastica College à Atchison, dans le Kansas. Elle poursuit ses études à Pittsburgh en Pennsylvanie jusqu’en 1966, année où elle retourne chez elle pour une brève période, avant de s'envoler pour l'Allemagne, où elle obtient un emploi à l'université de Munich. Elle rejoint ensuite l'Université de Nairobi pour travailler en médecine vétérinaire comme assistante de recherche auprès du Professeur Reinhold Hofmann et y obtient, en 1971, son Ph.D. (doctorat). Elle enseigne dès lors l'anatomie vétérinaire et devient par la suite doyenne de la faculté. En 2002, elle est professeure invitée au Global Institute of Sustainable Forestry de l'université Yale (Yale School of Forestry & Environmental Studies (en)).
Elle est membre honoraire du Club de Rome.
Elle meurt le 25 septembre 2011 à l'hôpital de Nairobi, suite d'un cancer,. Son corps est mis dans un cercueil confectionné en bambou et en fibres de jacinthe, pour respecter la demande qu'elle avait faite à sa famille de ne pas couper d'arbre pour fabriquer son cercueil. Le jour de la cérémonie, un arbre est planté par ses enfants et petits-enfants en présence de centaines de personnes, au Uhuru Park (Parc de la Liberté en Swahili) à Nairobi. Il s'agit du parc que Wangari Maathai a sauvé de la destruction en mettant en échec un projet de gratte-ciel que le régime autoritaire de l'ancien président Daniel arap Moi voulait construire à cet endroit.

## Militantisme et vie politique

### Green Belt Movement
Wangari Maathai fonde en 1977 le Mouvement de la ceinture verte (Green Belt Movement), en réaction au phénomène de déforestation et d'érosion des sols, et en étroite collaboration avec les femmes des villages kényans. En effet au Kenya, ce sont les femmes qui sont chargées de collecter le bois pour alimenter le foyer et le fourrage pour les animaux. Or, avec la déforestation, ces ressources se raréfient, obligeant les femmes à parcourir des distances de plus en plus grandes. Les plantations d'arbres, véritables ceintures vertes autour des villes et des villages, ont donc pour but de répondre à ce problème quotidien des femmes kényanes. 
À l'époque, Maathai commence par planter sept arbres le jour de la Terre, en l'honneur des femmes engagées dans le mouvement environnementaliste kényan. Les femmes sont ensuite placées au centre du processus, et le sont encore de nos jours en 2024, restant responsables de la gestion de leurs plantations. Ce mouvement a permis de planter plus de cinquante millions d'arbres.
Maathai est parfois affectueusement surnommée « la femme des arbres » (tree woman). Elle est active aussi bien dans le domaine de l'environnement que dans celui des droits des femmes.

### Engagement humanitaire
En 1970, Wangari Maathai milite dans la Croix Rouge au kénya où elle devient sa directrice en 1973 ayant comme mission d'aider les personnes en difficultés.

### Engagement politique
En 1977, elle est membre du Maendeleo Ya Wanawake Organization (Conseil national des femmes du Kenya)[réf. nécessaire].
En 1997, les deuxièmes élections multipartites sont marquées par des violences ethniques. Maathai avait déposé sa candidature pour la présidence du Kenya mais son propre parti l'avait retirée avant même de lui en parler, et elle échoue aussi à se faire élire au Parlement. Sous la présidence de Daniel Arap Moi, elle est emprisonnée plusieurs fois (notamment, en 1991, où elle est libérée sous caution grâce au soutien d'Amnesty International) et violemment attaquée pour avoir demandé des élections multipartites, la fin de la corruption et de la politique tribale,.

### Renommée internationale
Sa renommée mondiale est acquise lors de son opposition au projet d'une construction de la maison luxueuse d'Arap Moi, projet abandonné grâce à son action. En effet, la construction de cette propriété implique d'abattre des arbres sur plusieurs acres de terre. Elle continue à protéger les forêts kényanes et la démocratie au péril de sa vie ou de sa liberté. Elle prône l'utilisation constante de la non-violence et des manifestations populaires avec l'aide des organisations internationales. Elle participe à des groupes onusiens et connaît personnellement Kofi Annan, ancien Secrétaire général des nations unies.

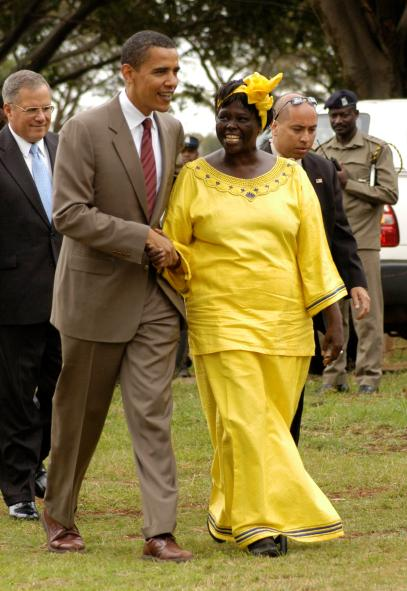
Barack Obama, alors sénateur américain, en compagnie de Wangari Maathai pour la plantation d'un arbre au parc Uhuru de Nairobi, le 28 août 2006.

Militante écologiste, elle fonde le Parti vert Mazingira du Kenya en 2003. Ce parti est affilié à la fédération des Partis verts d'Afrique et aux Verts Mondiaux. Elle est élue au parlement kényan en décembre 2002, avec 98 % des voix. C'est à peu près en même temps que Mwai Kibaki remporte l’élection présidentielle face à Arap Moi. Le nouveau président la nomme, en janvier 2003, Ministre-adjointe à l'Environnement, aux Ressources naturelles et à la faune sauvage, un an plus tard, elle reçoit le prix Nobel de la paix et fonde une ONG de femmes contre la déforestation. Elle incite l'Afrique à « ignorer le modèle des pays occidentaux » pour trouver des voies vertes de développement.
En 2006, elle reçoit le titre de Docteure honoris causa de l'Université Sōka de Hachiouji-Tokyo. Le 9 octobre 2008, elle intervient à la conférence d'ouverture du World Forum Lille (Forum mondial de l’économie responsable), à l'occasion de l'avant-première mondiale du film Nous resterons sur Terre, dans lequel elle exprime son point de vue sur les défis environnementaux actuels.
À partir du 29 juillet 2009, Wangari Muta Maathai est conseillère honoraire au Conseil pour l'avenir du monde.

## Vie privée
Elle a trois enfants avant de divorcer en 1979. Son mari affirme alors au juge qu'elle avait un « trop fort caractère pour une femme » et qu'il était « incapable de la maîtriser ». Après avoir perdu le procès du divorce, Wangari Maathai déclare dans la presse que le juge était incompétent ou corrompu, ce qui lui vaut d'être emprisonnée pendant 24 heures puis libérée après avoir promis de s'excuser.

## Controverse
En 2003, elle déclare à propos du SIDA : « en fait il a été créé par un scientifique pour la guerre biologique. Pourquoi y a-t-il eu tant de secrets autour du sida ? Quand on demande d'où provient ce virus, ça cause beaucoup de problèmes, ça me fait poser des questions ». Ses déclarations suscitent des réserves notamment de la part de Washington. Selon plusieurs témoignages, elle était victime d'une « maladie du Nobel », elle revient sur ses déclarations en disant que ces propos avaient été mal interprétés car sortis de leur contexte tout en affirmant n'avoir jamais cru que le virus du sida ait été fabriqué de toutes pièces par l'homme.

## Honneurs, récompenses, distinctions, décorations (extrait)
Wangari Maathai a reçu plus de cinquante honneurs, récompenses, distinctions et décorations pour ses actions, dont :
- 1984 : Prix Nobel alternatif, « pour la conversion du débat écologique du Kénya en action de masse pour le reboisement », en Suède
- 1991 : Prix Goldman pour l’environnement, aux États-Unis
- 1991 : The Hunger Project’s Africa Prize for Leadership, de l'Organisation des Nations unies
- 1993 : Médaille Édimbourg (en) (The Edinburgh Medal), du Medical Research Council, en Écosse
- 2004 : Prix Petra Kelly (Petra Kelly Environment Prize, Heinrich Boell Foundation), en Allemagne
- 2004 : Prix Sophie, en Norvège
- 2004 : Prix Nobel de la paix, « pour sa contribution au développement durable, à la démocratie et à la paix »
- 2006 : Chevalière de l'Ordre national de la Légion d'honneur de la France
- 2006 : Docteure honoris causa de l'Université Waseda[21]
- 2008 : Grand prix des lectrices de ELLE, catégorie Document, pour Celle qui plante les arbres.

## Hommages
Depuis le mois d'avril 2019, la bibliothèque universitaire de l'École nationale d'ingénieurs de Saint-Étienne porte son nom. L'inauguration a eu lieu le 4 avril 2019.
Une rue portant son nom dans le cœur vert de Stains a été inaugurée le 1er décembre 2021 en même temps que le groupe scolaire Lucie-Aubrac auquel elle mène.
Un parvis portant son nom à Fontenay-sous-Bois a été inaugurée le 18 décembre 2023.
Une école primaire à Aubervilliers et un collège au Pian Médoc portent son nom. Un parc à Reims porte son nom. Un centre d'animation porte son nom dans le 20e arrondissement de Paris.
Une fresque la représente sur le bâtiment de l'IUT de statistique et d'informatique décisionnelle de l'université de Pau, près d'une micro-forêt urbaine.
La 42e promotion de l'IRA de Lille porte le nom de Wangari Maathai.
Le roman L'Enfant de Dindefello d'Aminta Dupuis détaille une partie de son œuvre en faveur de la régénération naturelle des arbres et montre comment elle enthousiasme la jeunesse qui devient active à son tour.
En juin 2023, une fresque en son honneur est réalisée rue Paul Doumer à Montreuil par les élèves de CAPA Jardinier Paysagiste 2022/2024 du Lycée des Métiers de l'Horticulture et du Paysage Jeanne Baret et les muralistes EvazéSir.

## Œuvres
Wangari Maathai a publié et préfacé de nombreux livres. Seuls quelques-uns sont traduits en français :
- Pour l'amour des arbres (trad. Jean-Paul Mourlon), L' Archipel, 2005, 164 p. (ISBN 978-2-84187-709-6)
- Celle qui plante les arbres (trad. de l'anglais par Isabelle Taudiere), Paris, Héloïse d'Ormesson, 2007, 380 p. (ISBN 978-2-35087-057-1) « Témoignage poignant des défis et des réussites de l'Afrique moderne. » Bill Clinton
- Mama Miti, la mère des arbres (trad. Claire A. Nivola), Le Sorbier, 2008
- Un défi pour l'Afrique : essai (trad. de l'anglais), Paris, Héloïse d'Ormesson, 2010, 362 p. (ISBN 978-2-35087-140-0)
- Réparons la Terre [« Replenishing the Earth »], Paris, Éditions Héloïse d'Ormesson, 2012  (ISBN 978-2-35087-199-8)
- Unbowed: A Memoir, Knopf, 2006.  (ISBN 0-307-26348-7)
- « Un prix Nobel de la paix pour la planète », article de Wangari Maathai, L'Ecologiste no 14, oct-nov-décembre 2004, p. 6-7
- The Greenbelt Movement: Sharing the Approach and the Experience, Lantern Books, 2003.  (ISBN 1-59056-040-X)
- The Canopy of Hope: My Life Campaigning for Africa, Women, and the Environment, Lantern books, 2002.  (ISBN 1-59056-002-7)
- Bottom is Heavy Too: Edinburgh Medal Lecture, Edinburgh UP, 1994.  (ISBN 0-7486-0518-5)

## Filmographie
- 2009 : Nous resterons sur Terre, film environnemental réalisé par Olivier Bourgeois et Pierre Barougier (sortie 8 avril 2009)
- 2008 : Taking Root: The Vision of Wangari Maathai, film environnemental réalisé par Lisa Merton et Alan Dater (2008), http://takingrootfilm.com/

## Sources
- (fr) von Lüpke / Erlenwein  le "Nobel" alternatif, 13 portraits de lauréats, La Plage, Sète, 2008

#### Roman
- Le roman L'Enfant de Dindefello d'Aminta Dupuis (L'Harmattan, Paris, 2021) détaille une partie de son œuvre en faveur de la régénération naturelle des arbres et montre comment elle enthousiasme la jeunesse qui devient active à son tour. L’œuvre des prix Nobel alternatif Tony Rinaudo et Yacouba Sawadogo, autres pionniers de la régénération naturelle est également évoquée.